# 在朝鮮民主主義人民共和国ベネズエラ大使館
在朝鮮民主主義人民共和国ベネズエラ大使館（ざいちょうせんみんしゅしゅぎじんみんきょうわこくベネズエラたいしかん、スペイン語: Embajada de Venezuela en la República Popular Democrática de Corea、朝鮮語: 주 조선민주주의인민공화국 베네수엘라 대사관、英語: Embassy of Venezuela in the Democratic People's Republic of Korea）は、ベネズエラが朝鮮民主主義人民共和国（北朝鮮）の首都平壌に設置している在外公館である。2019年8月21日に開館したが、2021年に閉鎖された。

## 歴史
1965年、北朝鮮とベネズエラの間で外交関係が樹立された。1974年、両国の間で修好関係が結ばれ、ベネズエラは北朝鮮を主権国家として正式に承認した。その後、40年以上にわたって両国の首都には大使館が置かれていない状況が続いていたが、まず2015年にベネズエラの首都カラカスに北朝鮮の大使館が設置された。
2019年8月21日、平壌常駐のベネズエラ大使館が開館した。同日、ベネズエラのルベン・ダリオ・モリナ外務次官やマウリシオ・アンドレス・バルディネト・タタ臨時代理大使が開館式を主催して、北朝鮮の朴明国外務次官や駐朝各国大使、大使館員が招待された。開館式ではダリオ・モリナ外務次官がスピーチを行い、大使館の新設は両国間の絆と「米帝国主義の攻撃と脅威に対する両国間の同盟」の強化にも資するであろうと述べた。
2021年の遅くとも4月までに、北朝鮮の食糧不足や医薬品不足が原因で大使館は閉鎖された。

## 大使
2019年8月21日より、マウリシオ・アンドレス・バルディネト・タタが臨時代理大使を務めていた。